# 7º Reggimento alpini
Il 7º Reggimento alpini è un reparto dell'Esercito Italiano con sede a Belluno; dipende dalla Brigata alpina "Julia". L'attuale comandante è il colonnello Andrea Francesco Schifeo 

## Stemma
Scudo
Inquartato in croce di sant'Andrea. Nel primo di rosso al palo di nero caricato in cuore dell'elmo di Skanderbeg d'oro, nel secondo d'argento alla banda d'azzurro attraversata da un leone rosso, nel terzo nove fasce alternate d'azzurro e argento, nel quarto d'azzurro al monte all'italiana di sei cime d'oro.
Ornamenti esteriori
Sullo scudo corona turrita d'oro, accompagnata sotto da otto nastri annodati nella corona, scendenti in sbarra e in banda al lato dello scudo, cinque azzurro filettati d'argento, due d'azzurro ed uno tricolore, rappresentativi delle ricompense. Nastro dai colori dell'Ordine Militare d'Italia, sotto lo scudo su lista bifida, il motto "Ad excelsa tendo".

## Insegne
- Le mostrine del Reggimento sono le fiamme a due punte di colore verde; alla base della mostrina si trova la stella argentata a 5 punte bordata di nero, simbolo delle forze armate italiane.

## Storia
La storia del 7º Reggimento alpini è stata scritta nel 1958 da Manlio Barilli. Il 1º agosto 1887, viene formato con compagnie dei battaglioni "Pieve di Cadore", "Feltre" e "Gemona", al comando del colonnello Fonio ca. Angelo.
Il Reggimento viene impegnato in Libia (1911-1912), e successivamente combatte nella prima guerra mondiale, dove si meriterà diverse decorazioni, sia alla bandiera sia individuali.
Dopo il primo conflitto mondiale, viene impiegato in Eritrea e successivamente in Grecia.
Nel 1942 rientra in Italia, e successivamente dislocato in Provenza con compiti di presidio. Con l'armistizio di Cassibile il 7º rientra in Italia e in seguito sciolto il 12 settembre 1943; a Cuneo il reggimento viene accerchiato dai tedeschi e la maggior parte degli uomini viene deportata in Germania, mentre alcuni dei suoi uomini, assieme agli alpini del 2º Reggimento, aderiscono alla Resistenza o alla Repubblica Sociale Italiana.

## Dopoguerra

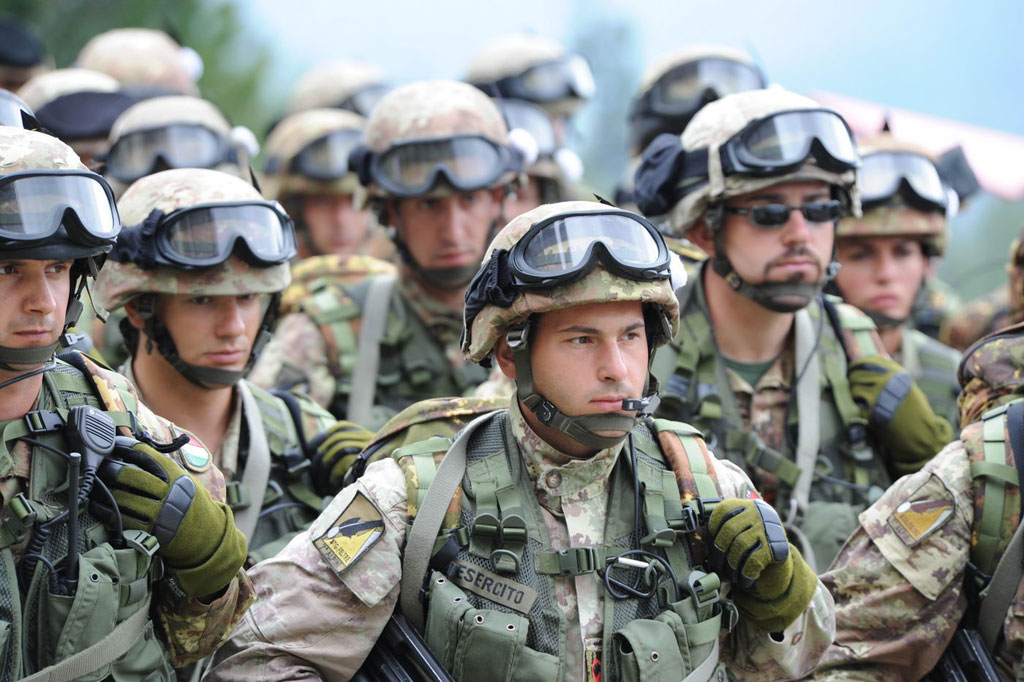
Soldati del 7º Reggimento Alpini nel 2011

Bisogna aspettare il 1º luglio 1953, per la nuova ricostituzione la quale avviene all'interno della ricostituita Brigata alpina "Cadore".

Dopo un periodo di iniziale assestamento, il Reggimento, assume la seguente struttura consolidata, che manterrà fino alla ristrutturazione del 1975:
- Compagnia comando e servizi reggimentale (Belluno)
- 7ª Compagnia mortai reggimentale (Belluno)
- Battaglione alpini "Feltre" (Feltre)
  -  Compagnia comando e servizi "La Cacao"
  -  64ª Compagnia fucilieri "La Crodarola"
  -  65ª Compagnia fucilieri "La Manilla"
  -  66ª Compagnia fucilieri "El Camors"
  -  125ª Compagnia armi di sostegno, mortai e controcarri "La Tonante"
- Battaglione alpini "Pieve di Cadore" (Tai di Cadore)
  -  Compagnia comando e servizi
  -  67ª Compagnia fucilieri "La Saetta"
  -  68ª Compagnia fucilieri "La Manera"
  -  75ª Compagnia fucilieri "I Camosci"
  -  167ª Compagnia mortai "La Signora"
- Battaglione alpini "Belluno" (Belluno)
  -  Compagnia comando e servizi
  -  77ª Compagnia fucilieri "La Valanga"
  -  78ª Compagnia fucilieri "I Lupi di Agordo"
  -  79ª Compagnia fucilieri "La Belva"
  -  116ª Compagnia mortai

L'indomani del 9 ottobre 1963 i battaglioni del reggimento soccorrono la popolazione vittima del disastro del Vajont, a Longarone; per l'aiuto dato, il reggimento riceverà una medaglia d'oro al valor civile appuntata alla bandiera, e una da parte dell'ANA. Nel novembre 1966 è ancora in prima linea in aiuto delle popolazioni del bellunese colpite da un'alluvione.

Tra il 1993 e il 1994, partecipa all'operazione Vespri siciliani, e nel novembre 1994 opera in aiuto delle popolazioni piemontesi colpite dall'alluvione, meritando una medaglia di bronzo della Croce Rossa.
La Brigata "Cadore" viene sciolta, ed il 1º febbraio 1997 il Reggimento passa alle dipendenze della brigata alpina "Julia"; attualmente viene alimentato solo da militari di leva volontaria.

Partecipa a diverse missioni di pace all'estero: ex-Jugoslavia, Afghanistan. Nel 2005 il 7º viene trasferito in quella che era la sua sede storica, nella caserma "Salsa D'Angelo" di Belluno.
La struttura odierna del Reggimento è la seguente:
- Compagnia comando e supporto logistico "La Cacao"
- Battaglione alpini "Feltre"
  -  64ª Compagnia fucilieri "La Crodarola"
  -  65ª Compagnia fucilieri "La Manilla"
  -  66ª Compagnia fucilieri "El Camors"
  -  125ª Compagnia armi di sostegno, mortai e controcarri "La Tonante" (sino a marzo 2011)
  -  269ª Compagnia controcarri "Val Fella  (sino a marzo 2011)
  -  125ª Compagnia Supporto alla Manovra " La Tonante" (da aprile 2011 nasce dall'unione della 125ª Compagnia armi di sostegno e la 269ª Compagnia controcarri)

## Soccorso alla popolazione
- Febbraio 2012: aliquote di personale e mezzi del 7º Rgt. alpini sono mobilitati per l'emergenza maltempo e sono intervenuti per ripristinare la viabilità nelle provincia di Forlì - Cesena (Forlì, Cesena e Sarsina).[1]

## Onorificenze
Nella sua storia il 7º Reggimento alpini ha meritato le seguenti onorificenze alla bandiera:

### Alla bandiera
- 2 Ordine militare d'Italia[3]
- 5 medaglie d'argento al valor militare
- 2 medaglie di bronzo al valor militare
- 1 medaglia d'argento di benemerenza
- 1 medaglia di bronzo al merito della Croce Rossa italiana

### Decorati
- Angelo Ampezzan, caporalmaggiore
- Gino Agostino Antoniol, sergente maggiore
- Francesco Barbieri, tenente
- Italo Balbo[5], tenente
- Silvano Buffa, tenente
- Giuseppe Caimi, tenente
- Piero Colobini, sottotenente
- Guido Corsi, capitano
- Solideo D'Incau, caporalmaggiore
- Manlio Feruglio, capitano
- Ferruccio Forcolin, sottotenente
- Giovanni Grillo, caporalmaggiore
- Italo Lunelli, aspirante ufficiale
- Franco Michelini Tocci, sottotenente
- Vittorio Montiglio, tenente
- Emidio Paolin, caporalmaggiore
- Rodolfo Psaro, colonnello
- Efrem Reatto, tenente
- Luigi Rendina, sottotenente
- Marco Sasso, tenente
- Angelo Tognali, tenente
- Remigio Vigliero, generale
- Vittorino Zanibon, sottotenente
- Eugenio Leopoldo Serena, tenente

### Riconoscimenti
- Nel 2001 la città di Montebelluna ha assegnato al reggimento la cittadinanza onoraria
- Nel 2003 il comune di Pederobba ha assegnato al reggimento la cittadinanza onoraria[6]
- Nel 2008 la città di Arsiero ha assegnato al reggimento la cittadinanza onoraria
- Nel 2011 la città di Belluno ha assegnato al reggimento la cittadinanza onoraria
- Nel 2015 la città di Feltre ha assegnato al reggimento la cittadinanza onoraria
- Nel 2017 il comune di Valdobbiadene ha assegnato al reggimento la cittadinanza onoraria, intitolando ad esso una nuova piazzetta[7]
- Nel 2023 il comune di Chiampo ha assegnato la cittadinanza onoraria al reggimento[8]
- Nel 2024 il comune di Pederobba ha intitolato al reggimento una piazzetta nella frazione di Onigo[6]

## Comandanti (dopo la ricostituzione)
- Gandolfo Edoardo,1/07/1953-11/08/1954
- Alberto Briatore, 12 agosto 1954 - 15 marzo 1956, già comandante del Battaglione alpini "Piemonte"
- Bellomo Vincenzo,16/03/1956-20/03/1957
- Corsini Tito,21/03/1957-20/03/1958
- Franco Magnani, 21 marzo 1958 - 31. 08.1959(M.O.al V.M.)
- Zavattaro Ardizzi Pietro,01.09. 1959-20.09.1960
- Annoni Giovanni,21.09.1960-15.02.1962
- Cignitti Amedeo,16.02.1962-30.09.1963
- Brugnara Massimiliano,01.10.1963-08.11.1965
- Mola di Larissè Massimo,08.11.1965-21.08.1967
- Ebene Desiderio,22.08.1967-18.o9.1968
- Feraiorni Vittorio,19.09.1968-18.09.1969
- Benucci Alberto,19.09.1969-18.09.1970
- Perasso Carlo,19.09.1970-19.09.1971
- Vianelli Nevio,20.09.1971-20.09.1972
- Nardacchione Mario,21.09.1972-19.10.1973
- Varese Sergio,20.09.1973-09.10.1974
- Bori Giancarlo,10.10.1974-11.10.1975
- Caccamo Giuseppe,12.10.1975-11.11.1975

## Comandanti del Btg. Feltre
- Ten. Col. Ermanno Ottino (metà anni Settanta)
- Magg. (successivamente Ten.Col.) Franco Del Favero (2012-2013)
- Ten. Col. Riccardo Venturini (-2020)
- Ten. Col. Riccardo Peretto (2020-2021)
- Ten. Col. Daniele Castriota Sangiorgi (2021-2023)

## Persone legate al reggimento
- Antonio Giuriolo
- Italo Balbo
- Leonardo Caprioli
- Attilio Vigevano
- Giovanni Annoni
- Livio Marinelli
- Mario Fasulo
- Giovanni Piovesana